# Rock With You
«Rock With You» (з англ. «Запалюй зі мною») — другий сингл і друга пісня з п'ятого альбому Майкла Джексона Off The Wall. Написана англійським композитором, продюсером Родом Темпертоном у стилі ритм-н-блюз, фанк, диско, соул.

## Випуск пісні
Випуск пісні відбувся 3 листопада 1979 року і була випущена лейблом Epic Records.

## Музичне відео
Музичне відео на пісню було зняте режисером Брюсом Гауєрсом. Прем'єра музичного відео відбулася у 1980 році.

## Сюжет пісні
У цій пісні розповідається про відносини хлопця і дівчини, він схиляє її розслаблятися й танцювати від усієї душі та від усього серця. Він хоче запалювати з нею вдень і вночі. Як написано у пісні: «Я хочу запалювати з тобою (всю ніч), Танцювати з тобою весь день (на сонці)».

## Концертні виступи
Майкл виконував пісню на турах групи The Jacksons: Destiny Tour (1979-1980), Triumph Tour (1981) та Victory Tour (1984). Крім того, Джексон виконував пісню на Bad World Tour (1987-1989). У 1992 році співак репетирував пісню для Dangerous World Tour (1992-1993), але на турі ця пісня так і не  пролунала. Наступного разу Майкл виконував пісню на деяких концертах HIStory World Tour (1996-1997). Також співак готувався заспівати пісню на This Is It (2009-2010), але турне було скасовано через раптову смерть Джексона.